# 漆原ミチ
漆原 ミチ（うるしばら ミチ）は、日本の漫画家。徳島県在住。
2009年『月刊IKKI』（小学館）に掲載された『よるくも』でデビュー。
2019年現在、『ヒバナ』（小学館）で「ありごけ」を連載中。

## 作品リスト
- 『よるくも』（『月刊IKKI』、小学館）全5巻
- 『ありごけ』（『ヒバナ』、小学館）既刊2巻
- 『鬼談百景』 (幽COMICS) KADOKAWA/角川書店 (2015年9月30日） ISBN 978-4-04-103480-4